# سد غدير القلة
سد غدير القلة هو سد في تونس. يقع في الشمال الغربي للبلاد تحديدا في مدينة تونس, وتبلغ مساحة حوضه 2,8 مليون كيلومترا مربعا. أما الارتفاع فهو 7 هكتارات. تم تشييده سنة 1968.

## المصدر
- السدود التونسية نسخة محفوظة 28 سبتمبر 2007 على موقع واي باك مشين.
- معلومات حول السدود والمياه في تونس